# Süstedt
Süstedt er en kommune i Landkreis Diepholz i amtet ("Samtgemeinde") Bruchhausen-Vilsen, i den tyske delstat Niedersachsen. Süstedt ligger cirka 30 km syd for Bremen.
Bækken Süstedter Bach har sit udspring i bydelen Harmissen.
Kommunen består ud over Süstedt af tre landsbyer:
- Ochtmannien
- Süstedt
- Uenzen

Süstedt består af fire bydele:
- Harmissen
- Im Stroh
- Retzen
- Süstedt.